# الجواد الجامح
الجواد الجامح (بلغة اللاكوتا: تخاشونكي ويتكو Tȟašúŋke Witkó، وترجمتها حرفيًا «جواده مجنون» أو «جواده جامح») (ولد حوالي سنة 1840 وتوفي في 5 سبتمبر 1877) هو زعيم حرب من زعماء الهنود الحمر ينتمي إلى فرع أوغلالا من قبائل لاكوتا. حارب قوات الحكومة الاتحادية الأمريكية مقاومًا سعيها للتوسع على حساب أراضي ووجود قبائل لاكوتا، وكان من أكبر الانتصارات التي شارك فيها ضد الجيش الأمريكي ما تحقق في معركة لتل بيج هورن في يونيو 1876.
في سنة 1877 استسلم الجواد الجامح للقوات الأمريكية بقيادة الجنرال جورج كروك، ولم يلبث أن قُتل ـ وهو يقاوم السَجن ـ على يد حارس أمريكي في معسكر روبنسون (في نبراسكا الحالية). ويعد الجواد الجامح من الرموز البارزة عند الهنود الحمر، وقد كرمته إدراة البريد الأمريكية بإصدار طابع يحمل صورته بقيمة 13 سنتًا ضمن سلسلة طوابع «الأمريكيون العظماء».

## في حرب السو الكبرى (1876 ـ 1877)

### معركة البرعم
في 17 يونيو 1876 قاد الجواد الجامح قوة مشتركة من هنود اللاكوتا والشايان تقدر بحوالي 1500 مقاتل في هجوم مفاجئ على قوة من خيالة ومشاة الجيش الأمريكي تقدر بألف جندي بقيادة جورج كروك مع حلفاء من قبائل الكرو والسوشون في معركة البرعم (بالإنجليزية: Battle of the Rosebud)‏، ورغم أن الخسائر البشرية التي ألحقها الجواد الجامح بهذه القوات لم تكن كبيرة، إلا أن هذه المعركة تسببت في تأخر لحاق كروك بفرقة سلاح الفرسان السابعة بقيادة جورج أرمسترونج كاستر، مما ساهم فيما بعد في هزيمة كاستر في معركة لتل بيج هورن.

### معركة ليتل بيغهورن

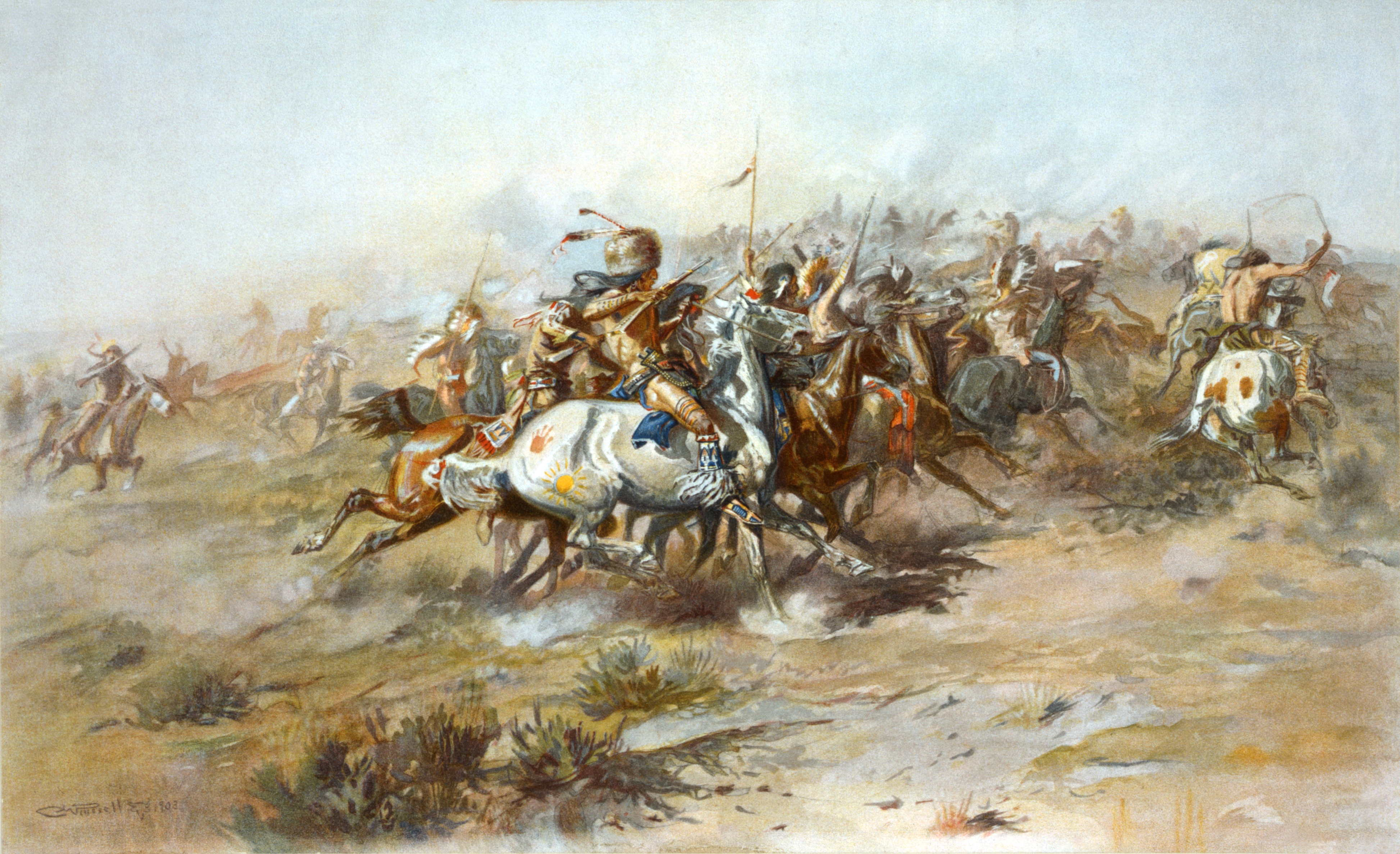
معركة ليتل بيغهورن

وبعد أسبوع واحد ـ في الثالثة من عصر يوم 25 يونيو 1876 ـ داهمت فرقة الفرسان السابعة بقيادة كاستر مخيمًا كبيرًا لقبائل الشايان واللاكوتا على امتداد نهر ليتل بيغهورن، وكانت هذه هي آخر معارك كاستر. ولا يعرف على وجه الدقة دور أو تحركات الجواد الجامح في هذه المعركة، إلا أن الثابت هو أن الجواد الجامح لعب دورًا بارزًا في المعركة. وقد شهدت بجسارته العديد من روايات شهود العيان من الهنود الحمر. فقال "رجل الماء"، وهو واحد من خمسة مقاتلين فقط من قبائل الأراباهو شاركوا في المعركة: لقد كان (الجواد الجامح) أشجع رجل رأيته على الإطلاق. كان يقترب راكبًا من الجنود، ويصيح في مقاتليه، وكان كل الجنود يطلقون النار نحوه، ولكنه لم يًصَب قط". كما شهد "الجندي الصغير" ـ وهو أحد مقاتلي السو في هذه المعركة ـ بأن الجواد الجامح كان "أعظم مقاتل في المعركة كلها".

### معركة التلال الرفيعة
في 10 سبتمبر 1876 قاد النقيب (الكابتن) أنسون ميلز كتيبتين من فرقة الفرسان الثالثة للاستيلاء على قرية مينيكونجو (Miniconjou) الهندية ـ وهي قرية تتألف من 36 خيمة ـ في معركة «التلال الرفيعة» (بالإنجليزية: Battle of Slim Buttes)‏ في داكوتا الجنوبية. وما إن علم الجواد الجامح بالأمر حتى حاول ورجاله إنقاذ المخيم وزعيمه، غير أنهم فشلوا وقتل الجنود الأمريكيون زعيم المخيم والكثير من أفراد أسرته بعد أن تحصنوا في أحد الكهوف لعدة ساعات.

### الاستسلام
في 8 يناير 1877 خاض محاربو الجواد الجامح آخر معاركهم الكبرى ضد خيالة الجيش الأمريكي ـ معركة جبل الذئب (بالإنجليزية: Battle of Wolf Mountain)‏ ـ في منطقة مونتانا. وكان قوم الجواد الجامح قد أنهكهم الجوع وبرد الشتاء، فقرر الجواد الجامح الاستسلام ورجاله لحماية قومه، ليقتادهم الجنود إلى حصن روبنسون في نبراسكا.

## مقتله

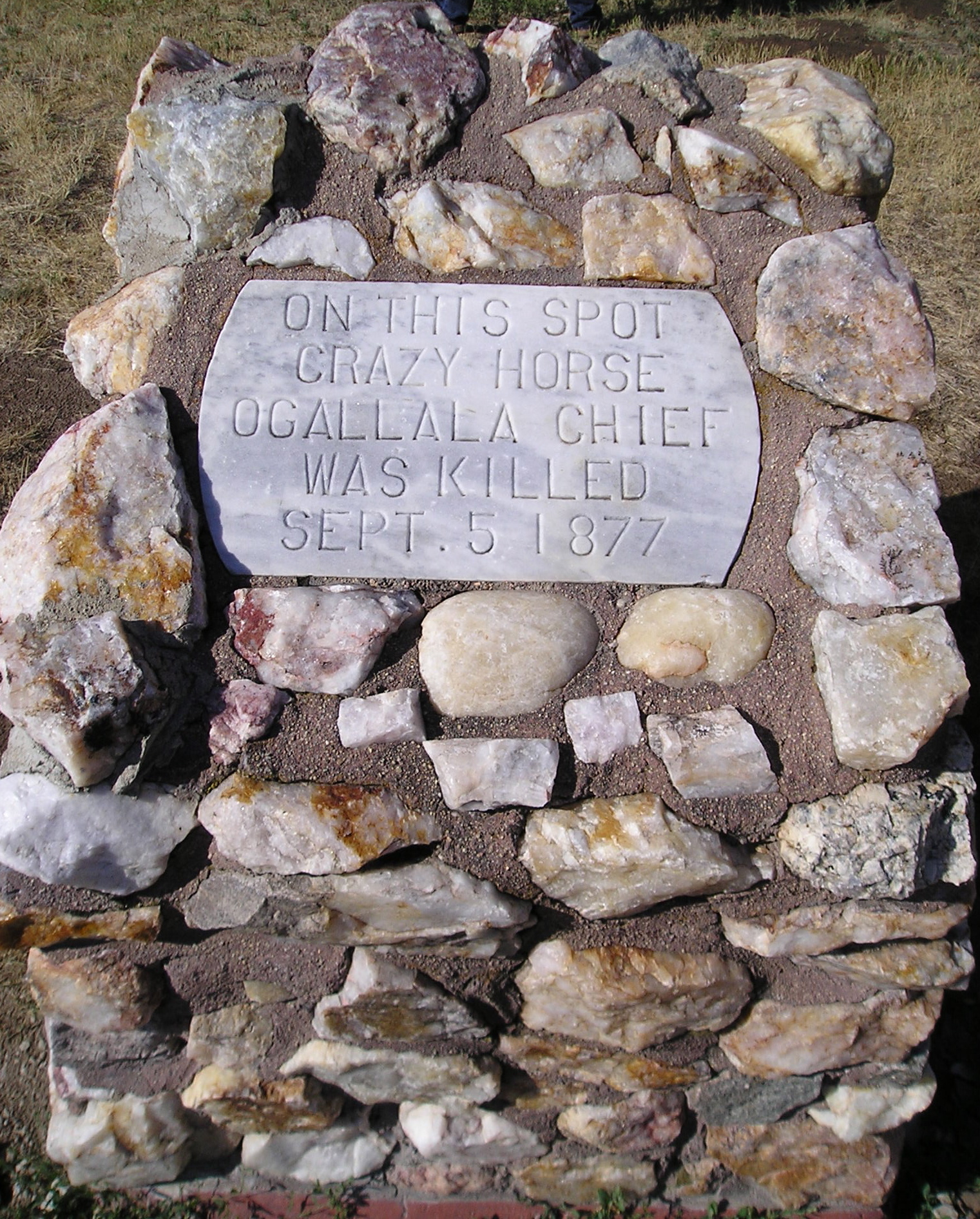
لوحة في نبراسكا نقش عليها: هنا قتل زعيم الأوغلالا «الجواد الجامح» في 5 سبتمبر 1877

في صباح الخامس من سبتمبر 1877 حاول الجواد الجامح مقاومة حارسه والزعيم الهندي «الرجل الضخم الصغير» (المتعاون مع البيض) للفرار من سجنه، غير أن أحد الحراس طعنه بنصل بندقيته خارج الباب مباشرة، ثم حُمل إلى مكتب معاون السجن، حيث قام على علاجه جراح الموقع العسكري الدكتور فالنتين ماكجيليكادي، غير أنه توفي أثناء الليل.
وفي صباح اليوم التالي سُلم جثمان الجواد الجامح إلى أبويه المسنين فأخذاه إلى معسكر شيريدان ووضعاه على سقالة دفن ـ على عادة قومهم ـ ثم قاما بنقل رفاته في الشهر التالي إلى مكان ظل غير معلوم حتى اليوم.